# Océan noir
Océan noir est une aventure de Corto Maltese, écrite par Martin Quenehen et dessinée par Bastien Vivès. 
Entre les albums des Espagnols Juan Díaz Canales et Rubén Pellejero, ce binôme français reprend le personnage créé par Hugo Pratt et le projette au début du XXIe siècle. Corto y est dépeint sous les traits d'un pirate de vingt ans, beau et mystérieux, engagé en 2001 dans des aventures au Japon, au Pérou et au Panama. Cet album, publié par Casterman, n'entre pas dans la numérotation habituelle des albums de Corto Maltese, de même que le suivant des mêmes auteurs, La Reine de Babylone.

## Analyse

### Similitudes et différences
Projeté en 2001, Corto est devenu un héros d'aujourd'hui : il porte désormais parka, jean et casquette et utilise un téléphone portable,. Bastien Vivès lui a conservé sa boucle d'oreille et sa démarche d'échassier et a un peu féminisé ses traits. Il reste un pirate insoumis et bienveillant.

### Personnalités historiques
En reprenant les aventures du marin, les deux bédéistes ne dérogent pas aux habitudes de Pratt d'introduire des personnalités historiques :
- le secrétaire d’État américain Colin Powell (l'intrigue croise les attentats du World Trade Center du 11 septembre 2001)[4].

### Style
Le scénariste a privilégié le suspense et l’action dans cette histoire. L'action est d'ailleurs ce qu'il préfère chez Pratt : « C'est un très bon dialoguiste, il excelle dans les portraits, mais dans l'action il arrive à insuffler une violence et une efficacité qui donnent encore plus d'ampleur à son dessin ». Quenehen affirme également avoir voulu retrouver dans cet épisode « le souffle et la puissance des premiers films d’Oliver Stone » (cinéaste américain).  L'accueil des critiques et du public est assez partagé. Côté graphisme, il n'y a pas de continuité avec le style d'Hugo Pratt. Au noir et blanc historique vient s'ajouter l'emploi intensif des gris. 

## Éditions
Le 1er septembre 2021 l'album paraît simultanément en deux éditions :
- 168 pages noir et blanc, 19.3 x 27.7 cm, broché ;
- 184 pages, dont 14 en couleur, 23,4 x 30,7 cm, relié et couverture cartonnée.